# 蕭道應
蕭道應（1916年1月1日—2002年9月25日），生於日治台灣阿猴廳港東中里佳冬腳（現屏東縣佳冬鄉）的客家人，為佳冬蕭家的後人。台北高校、台北帝大醫學部畢業後，因為富有反日思想，1940年與有志青年鍾和鳴與蔣渭水女兒蔣碧玉等人前往中國參與抗日活動，1945年返台，二二八之後受臺大醫院同事影響加入省工委，1949年光明報事件後開始逃亡，最後與陳福星一起躲藏於苗栗三義地區的魚藤坪基地，1952年，與陳福星等人「自新」，自新後任職調查局，為台灣建立法醫體系先驅，1978年從調查局退休，轉任法醫顧問直到2002年去世。

## 家世
生父母蕭然照、吳悅早逝，三位弟妹幼年時即已夭折，由伯父蕭信棟收養。

## 生平
台北高等學校、台北帝國大學醫學部卒業（第1屆，1940年），與許強、邱林淵、李鎮源、謝有福、邱仕榮等同班，師承杜聰明、森於菟等教授。
專業是法醫學，是1945年末國立臺灣大學醫學院成立後最早的法醫學本土師資和台大醫學院法醫學科第1位台灣人主任（前任的法醫學科主任是留用的台北帝大法醫學講座日本教授小片重男），教臺灣大學醫學院最早的第1、2、3、4屆醫科學生法醫學課程，1950年傅斯年校長任內辭職。 

### 赴中抗日
1940年時和愛人黃素貞、讀日本明治大學的鍾和鳴（後名鍾浩東）、鍾的愛人蔣碧玉（蔣渭水的養女）、李南鋒5人先後自台灣潛赴中國的國統區參加抗日工作，在惠州惠陽遭國軍逮補，誤認為日軍間諜，要被處死，經台籍客家元老丘念台（丘逢甲的兒子）出面保釋，進入丘念台領導的「東區服務隊」，從事抗日工作。
侯孝賢電影《好男好女》說的是鍾浩東們的故事。

### 地下黨人
1945年末全體回到台灣。
鍾浩東1946年任基隆中學校長，蕭同年出任台大醫學院法醫學科主任，1947年爆發二二八事件，對國民政府徹底失望的鍾和蕭被吳克泰吸收為中國共產黨地下黨員。
蕭在台北高等學校讀書時已讀了河上肇的馬克思主義政治經濟學著作，成為地下共產黨員以後，與同班同學許強（第三內科主任）影響了多位台大醫師（同時是台北帝大的同學；同窗或學弟；後輩）參加組織，包括3位（眼科主任邱林淵、第一內科主任翁廷俊、皮膚泌尿科主任謝有福）以上的主任醫師。
鍾1950年在《光明報》案中被捕殺。

### 被捕以「匪諜自新」轉向
1950年5月13日台大醫院發生白色恐怖事件，許強、胡鑫麟（1949年接眼科主任）、蘇友鵬、胡寶珍4位醫師在院內被捕，另有多位在院外行醫的台大畢業醫師（郭琇琮、吳思漢、朱耀珈、葉盛吉、顏世鴻等）被捕，許強、郭琇琮、吳思漢、朱耀珈、葉盛吉等被殺，顏世鴻、蘇友鵬、胡寶珍等畢業不久的年輕醫師被關在綠島10多年。
蕭道應與鍾和鳴在大陸時即已與中國共產黨有接觸，返台後也加入省工委相關活動，光明報事件爆發，蕭道應被迫逃亡，1951年元宵節過後蕭道應夫婦前往故鄉屏東佳冬地區，由省工委佳冬支部成員掩護，佳冬支部由劉特慎領導，劉特慎遭逮後，佳冬地區遭到嚴密監控，蕭道應夫婦於8月逃往苗栗魚藤坪與陳福星重整之省工委會合，由於蔡孝乾叛變後省工委組織遭瓦解，政府對台灣共產勢力之政策改剿為撫，透過滲透、分化、獎勵等措施，於1951年9月17日由國防部公布實施之「共匪及附匪分子自首辦法」，開始動搖入山的地下黨，蕭道應與陳福星等於1952年4月終遭調查局破獲逮捕。
1952年由陳福星率領幹部召開記者會，表示脫離組織，1953年12月28日，國防部核准陳福星、曾永賢、劉興炎、林希鵬、黎明華、蕭道應等6人自新。白天出任台灣法務部調查局法醫，晚上在台北市通化街1號開內科診所看門診，1978年從調查局退休，轉任法醫顧問直到2002年去世，自始至終堅信社會主義，其子蕭開平成立「台灣抗日志士親屬協進會」，繼承父輩愛國志業。
許多台灣人被槍斃坐了數十年的牢，何以蕭沒坐牢還在調查局中任高職？按其子蕭開平所說，調查局大概認為他父母的罪不及死，所以提供他「自新」的機會。

### 名法醫葉昭渠和調查局蕭道應的大對決
1959年武漢大旅社案中有兩名法醫——警界法醫葉昭渠和調查局法醫蕭道應決定了七名受難者的命運。法醫葉昭渠自始至終鑑定死者是自殺身亡，而為調查局工作蕭道應鑑定死者是被注入巴拉松謀害的。

法官採用調查局法醫蕭道應的謀殺鑑定，導致黃學文和台大化工系主任陳華洲等七人家破人亡。
葉昭渠拒絕調查局的威脅誘惑，暗藏錄音帶，親自訪問蕭道應取得蕭承認錯誤的錄音，開庭呈給法官聽。法官卻不採信。葉昭渠據理以爭的科學精神。不僅被迫離職， 還被調查局誣告受賄，打了十年的官司。後隨子移民加拿大。臨終前仍是要為武漢大旅社案沒有人被謀殺作證。

蕭同事李丁園回憶:
蕭道應被捕後被逼以法醫專業在調查局法醫課工作"將功補罪"。1959年7月，著名的武漢大旅社命案是蔣集團炮製的殺人鬥爭政敵的政治慘案，蕭醫生扮演一個重要的關鍵角色。原本法醫葉昭渠已化驗命案是上吊自殺，數個月後竟然翻案變成謀殺案。原來是蔣集團高層發現了“雷震與陳華州，陳華州與黃學文”等三人的兩對關係，命令調查局指令蕭以” 化驗“結果有 巴拉松“農藥的證據起訴黃學文夫婦﹑陳華州等七人無辜受害者。地檢處法醫葉昭渠不以為然，爭執不下。1962年左右蕭被調查局命令前往日本拜訪農藥專家，以再“證實” 命案是巴拉松毒死。他回台當晚返家時，筆者正在他們府上，見他滿臉緊繃﹑嚴肅﹑無奈 (幾日後他倒送我一支漂亮﹑當時是珍品的日本原子筆) 。命案主被告大苦主黃學文夫婦的女兒黃秀華女士多年來一直指責蕭道應，害她們全家受苦受難。這是很自然的反應，可以理解。其實劇本是蔣集團高層寫好的，蕭只是其中的一布袋偶，任調查局局長沈之岳擺佈。筆者及家人認識蕭家三﹑四十年，蕭雖然有大中國主義思想，但基本上他是社會主義者，很關心及照顧貧困的人。武漢大旅社命案後，他的生活方式有了大的變化，一段很長的時日變得更孤獨，其妻黃女士知道他為黃家和其他受難者默默卹罪"

## 家庭
- 妻黃素貞(1917年-2005年)，汐止人，小時隨養父遷居福州，中日戰爭爆發後返台，在台北認識其夫，一同赴中國大陸參加抗日，加入「東區服務隊」，二戰結束後，返台從事地下工作。
- 長子蕭繼光（1949年生）
- 次子蕭開平 1952年生，國防醫學院醫學系七十一期畢業，美國馬里蘭大學醫學院藥理學博士，現任法務部法醫研究所法醫病理組組長。